# Ajinomoto Stadium
Ajinomoto Stadium (japanska: 味の素スタジアム Ajinomoto Sutajiamu) är en multiarena  som ligger i Chofu, en av Tokyos västra förorter, cirka 25 kilometer från stadens centrum. Den är hemmaarena för fotbollslagen FC Tokyo och Tokyo Verdy i den japanska proffsligan J.League. Utöver fotbollen används Ajinomoto Stadium också till rugby union, amerikansk fotboll, konserter och loppmarknader.
Arenan byggdes 2000 på platsen för en tidigare amerikansk militärbas. Den invigdes officiellt den 10 mars 2001 som Tokyo Stadium. 2003 köpte livsmedelsföretaget Ajinomoto namnrättigheterna till arenan och den döptes om därefter.
Öppningsmatchen i världsmästerskapet i rugby 2019 kommer att spelas på Ajinomoto Stadium den 20 september 2019 och ytterligare fyra gruppspelsmatcher, två kvartsfinaler och bronsmatchen planeras att spelas där. Under olympiska sommarspelen 2020 kommer turneringarna i sjumannarugby, ett antal fotbollsmatcher samt tävlingar i modern femkamp att hållas på arenan.

Panoramabild över arenan.